# Fresno Football Club
Dernière mise à jour : 8 novembre 2022.
Le Fresno Football Club, est une franchise de soccer professionnel basée à Fresno, dans l'État de Californie, fondée en 2017. La franchise évolue en USL Championship, le deuxième niveau dans la hiérarchie nord-américaine durant toute son existence avant de cesser ses activités en octobre 2019.

## Histoire
Le 26 juillet 2017, Fresno devient une nouvelle franchise de la United Soccer League à compter de la saison 2018, et se nommera Fresno FC. 
Le 9 novembre, le premier entraîneur-chef de l'histoire du club est l'ancien entraîneur adjoint du Republic de Sacramento, Adam Smith. Puis, le 17 novembre, la franchise devient affiliée aux Whitecaps de Vancouver, formation de MLS.
Pour la première rencontre de l'histoire du club, le Fresno FC affronte le Galaxy de Los Angeles en amical le 15 février 2018 au Harder Stadium à Santa Barbara.
Le 29 octobre 2019, le Fresno FC annonce que la franchise ne sera pas retour en 2020 parce que l'administration a échoué à se procurer un stade entièrement destiné à la pratique du soccer.

## Palmarès et records

### Bilan par saison
| Saison | Saison régulière | Saison régulière | Saison régulière | Saison régulière | Saison régulière | Saison régulière | Saison régulière | Position | Position | Séries                        | US Open Cup    | Affl. moy. saison régulière | Affl. moy. séries éliminat. |
| Saison | M                | V                | N                | D                | BP               | BC               | Pts              | Conf.    | Ligue    | Séries                        | US Open Cup    | Affl. moy. saison régulière | Affl. moy. séries éliminat. |
| ------ | ---------------- | ---------------- | ---------------- | ---------------- | ---------------- | ---------------- | ---------------- | -------- | -------- | ----------------------------- | -------------- | --------------------------- | --------------------------- |
| 2018   | 34               | 9                | 12               | 13               | 44               | 38               | 39               | 12e/17   | 24e/33   | Non qualifié                  | Quatrième tour | 4 871                       | N/Q                         |
| 2019   | 34               | 16               | 9                | 9                | 58               | 44               | 57               | 3e/18    | 9e/36    | Quart de finale de conférence | Troisième tour | 4 117                       | 5 352                       |

### Meilleurs buteurs par saison
| Année | Meilleurs buteurs              | Meilleurs buteurs |
| Année | Joueurs                        | Buts              |
| ----- | ------------------------------ | ----------------- |
| 2018  | Juan Pablo Caffa Jemal Johnson | 9                 |
| 2019  | Jaime Chavez                   | 12                |

## Stade
Le Fresno FC joue ses rencontres à domicile au Chukchansi Park, une enceinte de baseball d'une capacité de 12 500 spectateurs, stade des Grizzlies de Fresno qui évoluent au niveau Triple-A en Pacific Coast League. 

## Personnalités du club

### Entraîneurs
Le tableau suivant présente la liste des entraîneurs du club.
| Rang | Nom        | Période   |
| ---- | ---------- | --------- |
| 1    | Adam Smith | 2018-2019 |

## Logo et couleurs
Les couleurs de la franchise sont le bleu, le bleu clair, l'or et le blanc. Sur le logo de l'équipe, on retrouve les initiales « AM », un hommage à l'épouse décédée d'un investisseur. Le Fresno FC a choisi le renard comme mascotte et logo secondaire le 7 novembre 2017. Le surnom de la franchise est The Foxes ou Los Zorros en espagnol. 